# Кошарский
Кошарский — хутор в Северском районе Краснодарского края России. Входит в состав Афипского городского поселения.

## История
Хутор Кошарский был образован в 1873 году. В 1920-х годах на хуторе было 82 двора и 372 жителя. В 2000-х годах в Кошарском было 7 домов и проживало 13 человек. На хуторе есть одна улица (ул. Южная), застроенная одноэтажными домами. Имеется кладбище.

## География
Кошарский расположен в 15 км от посёлка городского типа Афипский и в 37 км от станицы Северская. В непосредственной близости от Кошарского расположен хутор Коваленко.

## Население
| 2002 | 2010 |
| ---- | ---- |
| 13   | ↘7   |